# ريجينا جاكوبس
ريجينا جاكوبس (بالإنجليزية: Regina Jacobs) هي منافسة ألعاب القوى أمريكية، ولدت في 28 أغسطس 1963 في لوس أنجلوس في الولايات المتحدة.

## وصلات خارجية
- ريجينا جاكوبس على موقع الاتحاد الدولي لألعاب القوى (الإنجليزية)
- ريجينا جاكوبس على موقع أوليمبيديا (الإنجليزية)